# Spoorlijn Wuppertal-Vohwinkel - Essen-Kupferdreh
De spoorlijn Wuppertal-Vohwinkel - Essen-Kupferdreh is een Duitse spoorlijn en is als spoorlijn 2723 onder beheer van DB Netze.

## Geschiedenis
Het traject werd door de Prinz-Wilhelm-Eisenbahn-Gesellschaft geopend op 1 december 1874.

## Treindiensten
Op het traject rijdt de S-Bahn Rhein-Ruhr de volgende routes:
| Serie | Treinsoort            | Route | Bijzonderheden |
| ----- | --------------------- | --- | -------------- |
| S 9   | S-Bahn (DB Regio NRW) | Haltern am See – Marl Mitte – Bottrop Hbf – Essen Hbf – Essen-Kupferdreh – Velbert-Langenberg – Wuppertal-Vohwinkel – Wuppertal Hbf |                |

## Aansluitingen
In de volgende plaatsen is of was er een aansluiting op de volgende spoorlijnen:
Wuppertal-Vohwinkel
DB 2525, spoorlijn tussen Neuss en Linderhausen
DB 2550, spoorlijn tussen Aken en Kassel
DB 2722, spoorlijn tussen Wuppertal-Vohwinkel en Wuppertal-Varresbeck
DB 2725, spoorlijn tussen Wuppertal-Vohwinkel F8 en Wuppertal-Vohwinkel Vpf
DB 2732, spoorlijn tussen Gruiten en Wuppertal-Vohwinkel
DB 2733, spoorlijn tussen Gruiten en Wuppertal-Vohwinkel
DB 2734, spoorlijn tussen Solingen en Wuppertal-Vohwinkel
aansluiting Oberdüssel
DB 2724, spoorlijn tussen Oberdüssel en Kettwig Stausee
Essen-Kupferdreh
DB 2400, spoorlijn tussen Düsseldorf en Hagen
lijn tussen Essen Kupferdreh en Hesperbrück

## Elektrische tractie
Het traject werd in 2003 geëlektrificeerd met een wisselspanning van 15.000 volt 16⅔ Hz.